# Éroudeville
Éroudeville ist eine französische Gemeinde im Département Manche in der Region Normandie.

## Geografie
Éroudeville liegt auf der Halbinsel Cotentin. Angrenzende Gemeinden sind Saint-Cyr, Montebourg, Saint-Floxel, Écausseville und Le Ham.
In den Sanden aus dem Trias wurde ein Steinbruch angelegt. Der Sand war von einem Fluss angeschwemmt worden. Aus dem Steinbruch ist eine Mülldeponie geworden. Das Müll kommt aus dem ganzen Cotentin. Mit dem Bioabfall wird immer mehr Biogas und Kompost erzeugt.

## Toponymie
Éroudeville leitet sich aus der französischen Endung -ville und aus dem skandinavischen Namen Harold ab.

## Bevölkerungsentwicklung
| Jahr      | 1962 | 1968 | 1975 | 1982 | 1990 | 1999 | 2009 | 2018 |
| Einwohner | 201  | 215  | 189  | 202  | 208  | 220  | 245  | 209  |

## Sehenswürdigkeiten

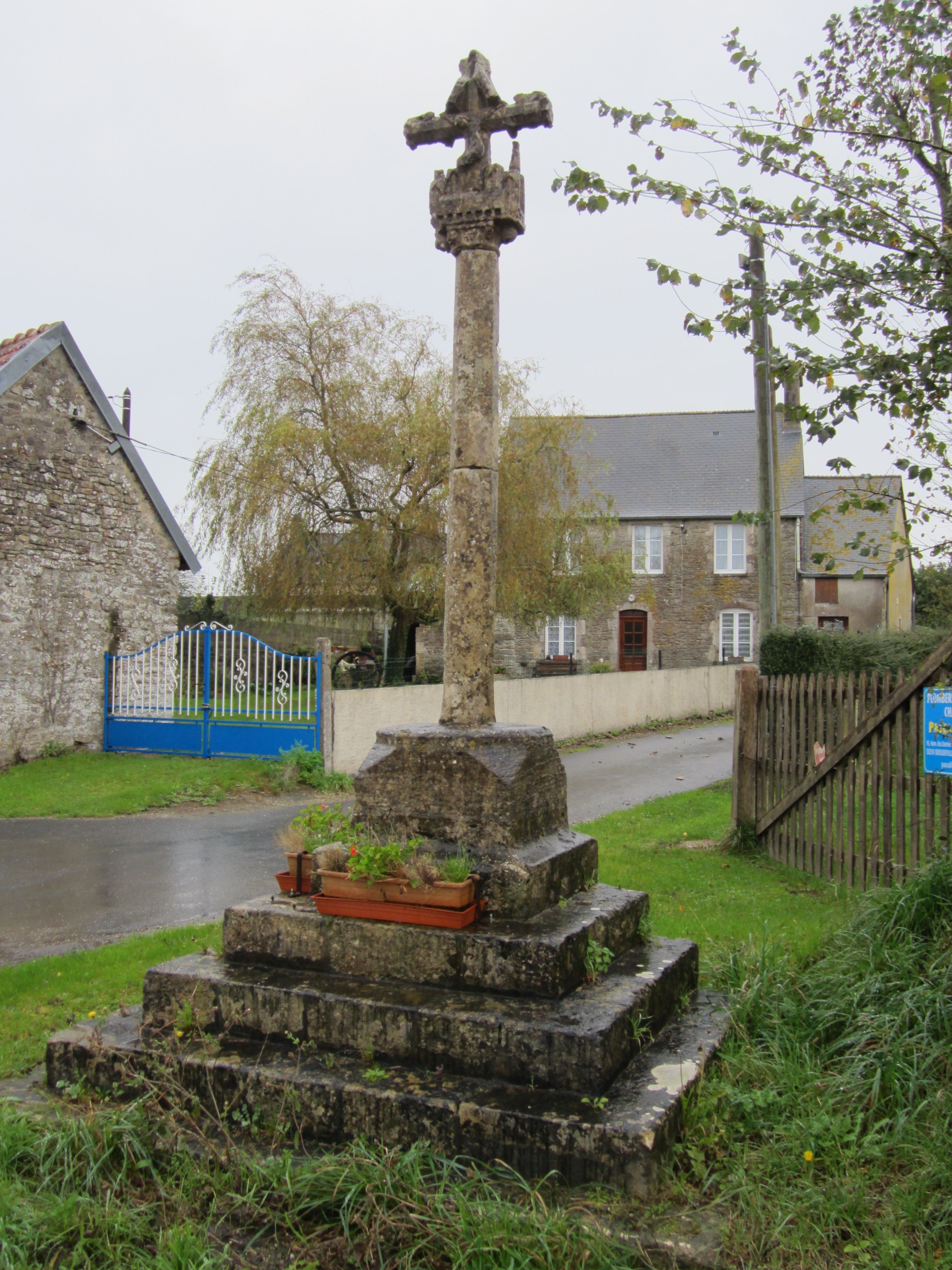
Croix des Damiens

- Kirche Notre-Dame mit Hauptaltar und gekreuzigtem Christus, Monument historique[4].
- Croix des Damiens (Kreuz von les Damiens), seit Juli 1927 unter Denkmalschutz[5].
- Gutshaus von la Cour.